# Redlich-Obersteiner-Zone
Die Redlich-Obersteiner-Zone wird als Grenze zwischen zentralem und peripheren Nervensystem angesehen. Sie liegt in dem Bereich, wo die Hinterwurzel (Radices dorsales) in das Hinterhorn (Cornu posterius)  des Rückenmarks (Medulla spinalis) eintritt.
In diesem Bereich erscheinen die aus der Peripherie kommenden, sensiblen (afferenten) Nervenfasern marklos, tatsächlich sind ihre Markscheiden jedoch nur verdünnt und kaum wahrnehmbar.
Bei elektronenmikroskopischer Betrachtung fällt auf, dass die eigentliche Grenze nicht linear ist, da bei jedem Axon der letzten Ranviersche Schnürring (vor Eintritt in das Rückenmark) den Übergang markiert. Bis zu diesem letzten Knotenpunkt ist die Umhüllung des Axons noch von einer Basalmembran umgeben und zählt zum peripheren Nervensystem, das nun folgende Internodium hat keine Basalmembran mehr und markiert den Anfang des zentralen Nervensystems.
Die Basalmembran stellt eine Grenze dar, durch die nur Axone hindurch treten.